# 那旺纳林
那旺纳林（1877年—1937年）中国文献中作阿克旺那林，蒙古族，喀尔喀蒙古车臣汗部人，末代车臣汗，为蒙古民族革命领袖之一，曾任大蒙古国政府司法大臣、蒙古人民共和国内务部长。

## 生平
那旺纳林生于1877年。其父为台吉策伦栋多布（Цэрэндондов），在与表兄弟争夺车臣汗之位时失败，在阿克旺那林出生后不久便死去。那旺纳林在叔父的抚养下长大。还在孩提时代，那旺纳林便被送入佛教寺院，学习汉文、满文。宣统二年（1910年），那旺纳林赢得了车臣汗之位，因为老一代车臣汗德木楚克多爾濟没有自己的儿子；他还躲过了一次不成功的刺杀。
1911年7月10日，那旺纳林在库伦附近参加了喀尔喀诸汗们的会议，在此他们签署了一封致俄罗斯帝国当局的信，要求俄罗斯帝国支持蒙古反对清朝压迫的斗争。外蒙古独立后，1911年12月30日，博克多汗颁布谕旨，封赏参与独立有功的王公和喇嘛，那旺纳林列于第8位，谕旨授予那旺纳林“玛哈三味多达赖车臣世袭名号”（“玛哈三味多”为梵语，意为“众敬王”），谕旨称：
车臣汗那旺纳林，赐世代坐绿围车，赏黄马褂、黄缰，并赐玛哈三味多达赖车臣世袭名号。
由于内务大臣车林齐密特触怒了蒙古王公及俄国，在俄国以及蒙古王公们的强大压力下，博克多汗迫于压力，于1912年7月上旬开始设置“内阁总理大臣”一职，旨在解除车林齐密特的大权，并任命那木囊苏伦为首任内阁总理大臣，当时那木囊苏伦尚不在库伦。1912年10月25日（蒙历共戴二年季秋月（九月）十五日），已回到库伦的那木囊苏伦接奉内阁总理大臣印信，正式就任大蒙古国的首任内阁总理大臣，同时他上奏博克多汗任命那旺纳林（外蒙古车臣汗部车臣汗旗札萨克格根车臣汗）为第一副总理大臣，棍楚克苏隆（内蒙古哲里木盟科尔沁左翼前旗札萨克宾图郡王）为第二副总理大臣。1915年，那旺纳林出任司法大臣。

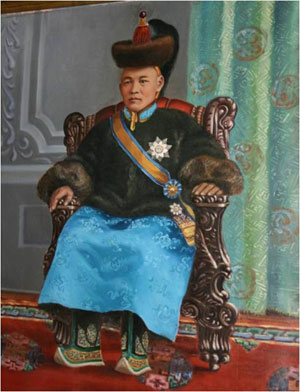
在大蒙古国出任司法大臣时期的那旺纳林

蒙古人民革命之后，那旺纳林历任汗肯特乌拉省的省长、蒙古人民共和国国家小呼拉尔成员、学术委员会副会长。1922年，那旺纳林在未育有儿子的情况下离婚，并再次成为喇嘛，以“云登道尔吉”（Юндэндорж）为名。后来，从1922年到1925年，那旺纳林在一个受欢迎的政府中任内务部长。他还作为代表参加了蒙古人民党第三次代表大会。
那旺纳林在1930年代的大鎮壓中于1937年被处决。1991年，那旺纳林获得平反。

## 延伸阅读
- . （原始内容存档于2012-03-28）.
- .   [2012-10-20]. （原始内容存档于2012-10-31）.
- .   [2012-10-20]. （原始内容存档于2012-10-31）.
- Onon, Urgunge; Pritchatt, Derrick. . Leiden: E.J. Brill.   [2012-10-20]. ISBN 90-04-08390-1. （原始内容存档于2016-09-19）.
- Sanders, Alan J.K.  3rd. Plymouth: Scarecrow Press. 2010. ISBN 978-0-8108-6191-6.

| 政府职务                             | 政府职务                       | 政府职务                                                    |
| ------------------------------------ | ------------------------------ | ----------------------------------------------------------- |
| 前任： 那木萨赖 （大蒙古国司法大臣） | 外蒙古司法衙门长 1915年—1920年 | 空缺下一位持有相同頭銜者：马克思尔扎布 （大蒙古国司法部长） |